# Takahashi Norio
Norio Takahashi (sinh ngày 15 tháng 3 năm 1971) là một cầu thủ bóng đá người Nhật Bản.

## Sự nghiệp câu lạc bộ
Norio Takahashi đã từng chơi cho Urawa Reds, Vegalta Sendai, Sagan Tosu, Unión San Felipe, Tokushima Vortis và Albirex Niigata Singapore.

## Thống kê câu lạc bộ

### J.League
| Đội              | Năm       | J.League | J.League | J.League Cup | J.League Cup | Tổng cộng | Tổng cộng |
| Đội              | Năm       | Trận     | Bàn      | Trận         | Bàn          | Trận      | Bàn       |
| ---------------- | --------- | -------- | -------- | ------------ | ------------ | --------- | --------- |
| Urawa Reds       | 1992      | -        | -        | 0            | 0            | 0         | 0         |
| Urawa Reds       | 1993      | 0        | 0        | 0            | 0            | 0         | 0         |
| Urawa Reds       | 1994      | 0        | 0        | 0            | 0            | 0         | 0         |
| Urawa Reds       | 1995      | 0        | 0        | -            | -            | 0         | 0         |
| Vegalta Sendai   | 1999      | 12       | 0        | 2            | 0            | 14        | 0         |
| Vegalta Sendai   | 2000      | 34       | 0        | 1            | 0            | 35        | 0         |
| Vegalta Sendai   | 2001      | 44       | 0        | 2            | 0            | 46        | 0         |
| Vegalta Sendai   | 2002      | 18       | 0        | 3            | 0            | 21        | 0         |
| Sagan Tosu       | 2003      | 12       | 0        | -            | -            | 12        | 0         |
| Tokushima Vortis | 2005      | 23       | 0        | -            | -            | 23        | 0         |
| Tokushima Vortis | 2006      | 24       | 0        | -            | -            | 24        | 0         |
| Tổng cộng        | Tổng cộng | 167      | 0        | 8            | 0            | 175       | 0         |